# Alfabetisk lista över runinskrifter
Alfabetisk lista över runinskrifter är en förteckning i bokstavsordning, först över landskapen och därefter på inskrifternas vanliga, traditionella namn.
För listor över runinskrifter fördelade efter landskap, se följande uppslagsord:
- Lista över Blekinges runinskrifter
- Lista över Bohusläns runinskrifter
- Lista över Dalarnas runinskrifter
- Lista över Gotlands runinskrifter
- Lista över Gästriklands runinskrifter
- Lista över Hallands runinskrifter
- Lista över Hälsinglands runinskrifter
- Lista över Jämtlands runinskrifter
- Lista över Medelpads runinskrifter
- Lista över Närkes runinskrifter
- Lista över Skånes runinskrifter
- Lista över Smålands runinskrifter
- Lista över Södermanlands runinskrifter
- Lista över Upplands runinskrifter
- Lista över Värmlands runinskrifter
- Lista över Västergötlands runinskrifter
- Lista över Västmanlands runinskrifter
- Lista över Ölands runinskrifter
- Lista över Östergötlands runinskrifter

Runinskrifter utanför Sverige:
- Kategori:Runinskrifter i Danmark
- Kategori:Runinskrifter i England
- Kategori:Runinskrifter i Norge
- Kategori:Runinskrifter i Tyskland

## A
- Altunastenen, U 1161, Altuna socken, Uppland
- Anundshögsstenen, eller Anundstenen, Vs 13, Badelunda socken Västmanland
- Apelbodastenen, Nä 34, Glanshammars socken, Närke
- Aspöstenen, Sö 174, Aspö kyrka, Aspö socken, Södermanland
- Ardrestenarna, G 111-114, Ardre socken, Gotland, nu i SHM
- Arlonkapseln, KJ 146, Arlon, Belgien
- Aquincumspännet, Kj 5, Budapest, Ungern

## B
- Berezanjstenen, Berezanj, Ukraina
- Bergaholmsstenen, Sö 302, Salems socken, Södermanland
- Bergastenen, M 3, Njurunda socken, Medelpad
- Beuchtespännet, Beuchte, Tyskland
- Bjudbystenen, Sö 54, Blacksta socken, Södermanland
- Bjälbostenen, Ög 64, Bjälbo kyrka, Bjälbo socken, Östergötland
- Bjärbystenen, Öl 36, Runstens socken, Öland
- Björketorpsstenen, DR 360, Listerby socken, Blekinge
- Björnflisan, Öl 25, Gårdby socken, Öland
- Blistahällen, Sö 219, Sö 220, Sö 221, Sorunda socken, Södermanland
- Blistastenen, Sö 262, Österhaninge socken, Södermanland
- Bogesundsstenen, U 170, Östra Ryds socken, Vaxholm, Uppland
- Bollebygdsklockan, Vg 248, Bollebygds kyrka, Västergötland
- Bornhuvudristningen, Sö ATA322-1467-2011, Salems socken, Södermanland
- Bornöstenen, Sö 303, Salems socken, Södermanland
- Botkyrkamonumentet, Sö 286, Botkyrka kyrka, Södermanland
- Brezapelaren, Breza, Bosnien och Hercegovina, nu i Nationalmuseet i Sarajevo
- Brobystenarna, U 990, U 991, U 992, Broby, Funbo socken, Uppland
- Brodds sten, U 530, Norrtälje, Uppland
- Brostenen, eller "Assurs sten", U 617, Bro socken, Uppland
- Burestenen, M 1, även Nolbystenen, Kvissle-Nolby-Prästbolet, Njurunda socken, Medelpad
- Bökstastenen, U 855, Balingsta socken, Uppland
- Bösarp-småstyckena, DR 258, Bösarps socken, Skåne

## C
- Charnayspännet, KJ6, Charnay, Frankrike

## D
- Dagstorpstenen, DR 324, Dagstorps socken, Skåne
- Danevirkestenen, eller Skardes sten, DR 3, en av Hedebystenarna, Hedeby, Danmark
- Djävulsstenen, Vg 12, Leksbergs socken, Västergötland
- Drävlestenen, U 1163, en av Sigurdsristningar, Altuna socken, Drävle
- Dvärgstenen, U 359, Skepptuna kyrka, Skepptuna socken, Uppland
- Dynnastenen, N 68, nu i Kulturhistoriska museet, Oslo, Norge

## E
- Eggebystenen, U 69, Spånga socken, Uppland
- Eldtomtastenen, Sö 293, Grödinge kyrka, Grödinge socken, Södermanland
- Eskilstunakistan, Eskilstuna, nu i SHM, Stockholm, Södermanland

## F
- Fagerlötblocket, Sö 126, Bogsta socken, Södermanland
- Fagerängstenen, Sm 111, Vetlanda socken, Småland
- Farstastenen, Sö 290, Brännkyrka socken, Södermanland
- Forsaringen, Hs 7, Forsa kyrka, Forsa socken, Hälsingland
- Forshedastenen, Sm 52, Forsheda socken, Småland
- Fosiestenen, DR 262, Fosie socken, Skåne
- Flyttblocket i Ed, U 112, Eds socken, Uppland
- Franks Casket, nu i British Museum, London, England
- Frösöstenen, Frösö socken, Jämtland
- Fyrbyblocket, Sö 56, Blacksta socken, Södermanland
- Fällbrohällarna, U 145, U 146, Täby socken, Uppland
- Färlövstenen, DR NOR1998;21, Färlövs socken, Skåne

## G
- Gallehushornen, Gallehus, Danmark
- Gandersheimskrinet, Gandersheim, Tyskland
- Gerlögs runa, U 29, Hilleshögs socken, Uppland
- Gimostenen, U 1132, Skäfthammars socken, Uppland
- Glemmingestenen, DR 338, Glemminge kyrka, Glemminge socken, Skåne
- Gliastenen, U 56, Bromma socken, Uppland
- Glömstahällen, Sö 300, Huddinge socken, Södermanland
- Granbyhällen, U 337, Orkesta socken, Uppland
- Grindastenen 1, Sö 165, Spelviks socken, Södermanland
- Grindastenen 2, Sö 166, Spelviks socken, Södermanland
- Gripsholmsstenen, Sö 179, Gripsholms slott, Kärnbo socken, Södermanland
- Grumpanbrakteaten, Vg 207, Sävare socken, Västergötland
- Gullbrostenarna, U 236, U 237, U 238, Vallentuna socken, Uppland
- Gummarpstenen, DR 358, Gammalstorps socken, Blekinge, förvarades i Köpenhamn, försvann 1728
- Gårdbystenen, Öl 28, Gårdby kyrka, Gårdby socken, Öland
- Gårdlösafibulan, Smedstorps socken, Skåne, nu i SHM
- Gårdstångastenen 1, DR 329, Holmby socken, Skåne
- Gökstenen, Sö 327, Härads socken, Södermanland
- Görlevstenarna, två runstenar vid Görlevs kyrka, Själland, Danmark

## H
- Hagia Sofias runinskrifter, Konstantinopel, dagens Istanbul, Turkiet
- Hagstuganstenen, Sö 130, Lids socken, Södermanland
- Hailgairs häll, G 343, Visby, Gotland
- Halahultstenen, DR 361, Åryds socken, Blekinge
- Hammarbykistan, U Fv1959;196, Hammarby kyrka, Hammarby socken, Uppland
- Hanstastenarna, U 72, U 73, Spånga socken, Uppland
- Hasslebrostenen, från 1800-talets mitt, Rönneholms slott, Eslövs kommun, Skåne
- Hedebystenarna, DR 1, DR 2, DR 3 och DR 4 från Hedeby, Danmark, nu i Schleswig, Tyskland
- Hogastenen, eller Ramunds häll, Orust, Stala socken, Bohuslän
- Hogränsstenen, G 203, Hogräns socken, Gotlands fornsal, Gotland
- Holmbystenen, DR 328, Holmby socken, Skåne
- Holmfastristningen, Sö 311, 312, 313, Södertälje, Södermanland
- Hovgårdsstenen, eller Håkansstenen, U 11, Adelsö socken, Uppland
- Hovlandastenen, Vr 3, Hammarö socken, Värmland
- Hunnestadsmonumentet, DR 282-286, Lund, Skåne
- Håkanstenen, eller Hovgårdsstenen, U 11, Adelsö socken, Uppland
- Hårbystenen, U 746, Husby-Sjutolfts socken, Uppland
- Hällestadsstenarna, DR 295, DR 296, DR 297, Hällestads socken, Skåne
- Härlingstorpstenen, Vg 61, Edsvära socken, Västergötland
- Hästvedastenen, DR 350 M, Hästveda kyrka, Hästveda socken, Skåne
- Högbystenen, Ög 81, Högby kyrka, Högby socken, Östergötland
- Högomstenen, M 11, Selångers socken, Medelpad

## I
- Ingeborgsstenen, U 15, Ekerö socken, Uppland
- Ingvarsstenarna, cirka 30 ristningar, Uppland, Södermanland, Östergötland, Västmanland[1]
- Istabystenen, DR 359, Mjällby socken, Blekinge

## J
- Jarlabankestenarna, Uppland
- Jellingestenarna, DR 41, DR 42, Jelling kyrka, Jylland, Danmark
- Järsbergsstenen, Vr 1, Varnums socken, Kristinehamn, Värmland

## K
- Kagahällen, Ög 102, Kaga socken, Östergötland
- Kallebystenen, Bo KJ61 U, Tanums socken, Bohuslän
- Karlevistenen, Öl 1, Vickelby socken, Öland
- Kensingtonstenen, Minnesota, USA (falsarium)
- Kolundastenen, Sö 113, Stenkvista socken, Södermanland
- Korsstenen, Sö 264, Österhaninge socken, Södermanland
- Kragehulfyndet, DR 196, Fyn, Danmark
- Krogstastenen, U 1125, Tuna socken, Uppland
- Kung Sigges sten, Nä 31, Götlunda socken, Närke
- Kummelbystenen, U Fv1953;263, Sollentuna socken, Uppland
- Kvigbjörnstenen, U 732, Uppland
- Kylverstenen, G 88, Stånga socken, Gotland
- Kvarntorpshällen, U THS10;58, Täby socken, Uppland
- Kvinnebyamuletten, Öl SAS1989;43, Södra Kvinneby, Stenåsa socken, Öland
- Kålstastenen, U 668, Häggeby socken Uppland
- Kårstadsristningen, N KJ53, runhäll i Innviks socken, Stryns kommun i Norge
- Kälvesten, Ög 8, Västra Stenby socken, Östergötland
- Källstorpstenen, även Jordbergastenen, DR 269, Källstorps socken, Skåne

## L
- Ladbrostenen, U 114, Eds socken, Uppland
- Ledbergsstenen, Ög 181, Ledbergs socken, Östergötland
- Levenestenen, Vg 117, Stora Levene kyrka, Västergötland
- Limpan, Sö 98, Jäders kyrka, Jäders socken, Södermanland
- Lindholmenamuletten, DR 261, Lund, Skåne
- Lundastenen 1 eller Lundagårdsstenen, DR 314, Lund, Skåne

## M
- Malstastenen, Hs 14, Rogsta socken, Hälsingland
- Mariedammbrakteaten, Nä10, Lerbäcks socken, Närke, nu i SHM
- Marmastenen, U 485, Lagga socken, Uppland
- Mervallastenen, Sö 179, Ytterselö socken, Södermanland
- Mortainskrinet, Mortain, Frankrike
- Målstastenen, M 6 Tuna socken, Medelpad, Medelpad
- Möjbrostenen, U 877, Hagby socken, Uppland

## N
- Nastastenen, Nä 34, Rinkaby socken, Närke
- Nolebystenen, Vg 63, Fyrunga socken, Västergötland
- Nolingestenen, Sö Fv1954;20, Grödinge socken, Södermanland
- Norahällen, U 130, Danderyds socken, Uppland
- Norrgastenen, Sö SB1865;20, Grödinge socken, Södermanland
- Norslundastenen, U 419, nu på Skansen i Stockholm
- Näsbystenen,  U 455, Näsby, Uppland.
- Nävelsjöstenen, Sm 101, Nävelsjö socken, Småland

## O
- Odendisastenen, Vs 24, Fläckebo socken, Västmanland
- Olsbrostenen, Vg 181, Norra Åsarps socken, Västergötland
- Orkestastenen, även Yttergärdestenen, U 344, Orkesta kyrka, Uppland
- Oxelbystenen, Sö 304, Salems socken, Södermanland
- Oxfordstenen, U 104, Oxford, England, kopia vid  Eds kyrka, Uppland
- Oxstastenen, M 13, Selångers socken, Medelpad

## P
- Pilgårdsstenen, G 280, Boge socken, Gotland
- Pireuslejonet, ursprungligen Pireus hamn i Aten, nu i Venedig, Italien
- Pforzensöljan, Tyskland

## R
- Rasastenen, Sm 55, Byarums socken, Småland
- Replösastenen, Sm 35, Ljungby socken, Småland
- Ribbystenen, Sö 240, Västerhaninge socken, Södermanland
- Risbylestenarna, U 160, U 161, Täby socken, Uppland
- Runmarsvreten, Sö SB1965;19, Österhaninge socken, Södermanland
- Rävsalastenen, Bo KJ80, Valla socken, Tjörn, Bohuslän
- Röstenen, Bo KJ73 U, Tanums socken, Bohuslän, nu i SHM
- Rökstenen, Ög 136, Röks socken, Östergötland

## S
- Salebyklockan, Vg 210, Saleby kyrka, Västergötland
- Salstenen, Vg 104, Grästorps kommun, Västergötland
- Selångerstenen, M 10, Medelpad
- Sigurdsristningen, Sö 101, Södermanland
- Sigtunaamuletten, U Fv1933;134, Sigtuna, Sigtuna socken, Uppland
- Sigtunadosan, U Fv1912;8, Sigtuna socken, Uppland, nu i SHM
- Sikahällen, U 529, Frötuna socken, Uppland
- Sjörupstenen, Dr 279, Sjörups socken, Skåne
- Skarpåkersstenen, Sö 154, Runtuna socken, Södermanland
- Skeestenen, Skee kyrka, Skee socken, Bohuslän, nu i SHM
- Skivarpstenen, Dr 270, Skåne
- Skramlestenen, Vr NOR1994;27, Gunnarskogs socken, Värmland
- Skrivarstenen, Sö 120, Ärla socken, Södermanland
- Skälbystenen, U 279, Upplands Väsby, Uppland
- Skölestenen, M 8, Tuna hembygdsgård, Tuna socken, Medelpad
- Slakastenen, Ög 117, Slaka kyrka, Slaka socken, Östergötland
- Släbrostenarna, Sö 45, Sö 367, Släbro, Sankt Nicolai socken, Södermanland
- Småhamrastenen, Sö Sb2013;4, Österhaninge socken, Södermanland
- Snuggastenen, U 100, Sollentuna kommun, Uppland
- Sparlösastenen, Vg 119, Sparlösa socken, Västergötland
- Stentoftenstenen, DR 357, Gammalstorps socken, Blekinge
- Svinnegarnsstenen, U 778, Svinnegarns kyrka, Svinnegarns socken, Uppland
- Sälnastenen, U 323, Sigtuna kommun, Uppland
- Sørupstenen, DR 187, Fyn, Danmark

## T
- Tingsflisan, Öl 46, Köpings socken, Öland
- Tjängvidestenen, G 110, Alskogs socken, Gotland
- Torestorpsstenen, Vg 90, Håkantorps socken, Västergötland
- Tullstorpstenen, DR 271, Tullstorps kyrka, Skåne
- Turingestenen, Sö 338, Turinge kyrka, Turinge socken, Södermanland
- Tyresöstenen, Sö Fv1971;207, Tyresö socken, Södermanland

## U
- Ugglumhällen, Vg 19, Ugglums kyrka, Ugglums socken, Västergötland
- Undleybrakteaten, England
- Uringestenen, Sö 298, Grödinge socken, Södermanland
- Urvallastenen, Nä 32, Götlunda socken, Närke

## V
- Vadstenabrakteaten, Ög 178, Vadstena, Östergötland
- Vaksalastenen, U 961, Vaksala socken, Uppland
- Vallebergastenen, DR 337, Lund, Skåne
- Vallentunastenen, U 214, Vallentuna kyrka, Vallentuna socken, Uppland
- Vallkärrastenen DR 317, Lund, Skåne
- Vapnöstenen, DR 352, Vapnö slott, Vapnö socken, Halland
- Vangstenen, N 84, Vangs stavkyrka, Vangs socken, Norge
- Vedahällen, U 209, Angarns socken, Uppland
- Velandastenen, Vg 150, Väne-Åsaka socken, Västergötland
- Viblestenarna, U 91, U 92, Järfälla socken, Uppland
- Vilundastenarna, U 293, U 294, U Fv1972;172, Upplands-Väsby, Uppland
- Vräkstenen, Sö 236, Västerhaninge socken, Södermanland
- Vårdsätrastenen, U 899, Vårdsätra, Bondkyrka socken, Uppland
- Västra Nöbbelövstenen, DR 278, Västra Nöbbelövs kyrka, Västra Nöbbelövs socken, Skåne
- Västra Strömonumentet, eller Tulestenarna, DR 334, DR 335, Västra Strö, Skåne
- Väsestenen, Vr 2, Väse socken, Karlstad, Värmland

## Y
- Yttergärdestenen, eller Orkestastenen, U 344, Orkesta kyrka, Orkesta socken, Uppland

## Å
- Ågerstastenen, U 729, Löts socken, Uppland
- Ågestastenen, Sö 301, Huddinge socken, Södermanland
- Åsbystenen, Nä 15, Stora Mellösa socken, Närke
- Årstadstenen, N KJ58, nu i Kulturhistoriska museet, Oslo, Norge
- Årsundastenen, Gs 9, Årsunda kyrka, Årsunda socken, Gästrikland

## Ä
- Äggelundastenen, U 84, Järfälla socken, Uppland
- Ängbystenen, U 478, Knivsta socken, Uppland

## Ö
- Ölstastenen, U 871, Gryta socken, Uppland, nu på Skansen i Stockholm
- Örbystenen, U 1011, Rasbo socken, nu i Uppsala, Uppland
- Östastenen, Sö 202, Ytterselö socken, Södermanland
- Östra Gårdstångastenen, DK 329, Flyinge, Skåne